# Kaple Povýšení svatého Kříže (Přeštice)
Kaple Povýšení svatého Kříže, případně kaple Pozdvižení svatého Kříže, je kaple na hřbitově v Přešticích v okrese Plzeň-jih.

## Historie
Novogotická kaple zasvěcená Povýšení svatého Kříže je umístěna v hlavní ose přeštického hřbitova, v blízkosti silnice Plzeň–Klatovy.
Přeštický hřbitov byl nejprve umístěn okolo původního kostela, v roce 1810 byl hřbitov zřízen v dosavadní poloze. V roce 1862 se podařilo zvětšit plochu hřbitova na trojnásobek přikoupením přilehlého pozemku. Přeštický děkan Josef Pekárek v souvislosti s rozšířením hřbitova usiloval o nahrazení obecného kříže novou kaplí. Pražský malíř a architekt Bedřich Wachsmann, který se v té době zdržoval na zámku Dolní Lukavici, vypracoval návrh hřbitovní kaple a tento plán schválil hrabě Ervín ze Schönbornu. Jelikož po výstavbě hřbitovní zdi zbyl dostatek stavebního materiálu a také dobrovolné příspěvky farníků na stavbu byly dostatečné, byla podle Wachsmannova návrhu kaple v témže roce postavena. Pro výsadbu po stranách hlavní hřbitovní cesty byly zakoupeny stromky z lesní školky u Ptenína. Výstavba kaple stála 1031 zlatých, přičemž materiál byl za 363 zlatých, práce řemeslníků za 424 zlatých a 244 zlatých bylo zaplaceno za ruční práce a povoz; přibližně polovina nákladů byla hrazena ze sbírky, druhá polovina byla uhrazena ze záduší Přeštického.
Mešní licenci kapli udělil biskupský ordinariát 20. září 1862. Kaple byla společně s rozšířeným hřbitovem posvěcena 12. října 1862 od biskupského vikáře Františka Příkosického z Vřeskovic. Ten následně s děkanem Pekárkem, kaplanem E. V. Řičákem a Jakubem Sedláčkem sloužili mši svatou.
V roce 2013 byla zahájena rekonstrukce kaple, kdy byl za 115 tisíc korun od Plzeňského kraje a města Přeštice opraven krov, střecha, fasády a zajištěno odvodnění. V následujícím roce zorganizovala Římskokatolická farnost Přeštice sbírku na probíhající opravu interiéru, tj. obnovu dveří, oken a zednické a malířské práce.

## Popis
Stavba na obdélném půdorysu s nárožními opěráky je svým hlavním průčelím orientována k severovýchodu, k hlavnímu vchodu na hřbitov. Symetrické průčelí člení dvojice odstupňovaných opěráků, mezi kterými je umístěn profilovaný, lomený portál. Jediný vstup do kaple je přes jeden kamenný schod, kovové dvoukřídlé dveře jsou zdobené. Portál je zasazen do tympanonu, na jehož špici je podstavec opticky navazující na hrotitou niku se sochou. Po stranách špice tympanonu je zvlněná páska s nápisem Já jsem vzkříšení i život / Jan XI. kap 25., pod ní je ornament slepých lomených oken. Štít průčelí je pod korunní římsou ozdoben vlysem a vrcholí latinským křížem na podstavci. Obě boční stěny kaple prolamují dělená okna s lomeným obloukem a negativní kružbou. Střecha je jednoduchá, sedlová, krytá taškami bobrovkami. V roce 2019 byla základní barvou fasády žlutá, kterou doplňovala na dekorativních prvcích bílá a pás šedé barvy při zemi. Interiér je sklenutý křížovou klenbou.
K zadní stěně kaple přiléhá hrob Emanuela Václava Řičáka, přeštického děkana a historika.

### Socha v průčelí
Socha umístěná v průčelí kaple je v průvodci Jižní Plzeňsko 1. a dalších publikacích označená jako socha sv. Salvátora. Ač existuje několik svatých Salvátorů, je Salvátorem obvykle myšlen Ježíš Kristus, neboť slovo salvator je v latině obdobou českého slova spasitel. Ve farní kronice je zápis o pořízení sochy Ježíše Krista jako zahradníka ve Vídni za 20 zlatých. Motiv Ježíše jako zahradníka odkazuje ke Zjevení Marie Magdalské, jak je popsáno ve 20. kapitole Janova evangelia. Když Marie Magdalena objevila prázdný hrob, přivedla dva učedníky a ti po prohlédnutí hrobu odešli, setrvala dále před hrobem v pláči. Při naklonění do hrobu spatřila Marie dva anděly, se kterými hovořila o svém pláči. Při tom se ohlédla za sebe, kde stál muž, kterého zprvu považovala za zahradníka, ač šlo o vzkříšeného Ježíše při jeho prvním zjevení před Nanebevstoupením. V ikonografickém typu zobrazení této scény (Noli me tangere) je Ježíšovým atributem zahradnická motyka či praporec s křížem.